# Seefehlner Gyula
Seefehlner Gyula (Pest, 1847. augusztus 7. – Budapest, 1906. július 21.) hídépítő mérnök, császári és királyi állami gépgyári főfelügyelő.

## Élete
1874-ben államvasúti mérnökként dolgozott a budapesti összekötő vaspályánál. 1879-től 1882-ig a Magyar Mérnök- és Építészegylet Közlönye című folyóirat Út- és vasútépítés rovatának vezetője volt. Később a Magyar Állami Vasúti Gépgyár (MÁVAG) főmérnöke, később főfelügyelője lett. 1901-ben királyi tanácsossá nevezték ki, 1903-ban a vaskoronarend III. oszt. kapta. Számos vasúti hídon dolgozott mint építésvezető, valamint a budapesti Szabadság híd és Erzsébet híd építését is ő irányította.

## Elismerései
- 1896 Ferenc József-rend lovagkeresztje

## Művei
- Táblázat a vasúti vashid-szerkezetek önsúlyának meghatározására. Vasúti mérnökök gyakorlati használatára. Bpest, 1874. 3. tábla rajzzal. (Németül Uo. 1874.)
- Uti vázlatok. Uo. 1879. (Különnyom. a M. Mérnök- és Építész-Egylet Közlönyéből.)
- A vashidak előállítása, fentartása és biztossága. Uo. 1893. (Különny. a M. Mérnök- és Építész-Egylet Közlönyéből
- Cikkei a Magyar Mérnök- és Építészegylet Közlönyében:

1. IV. 1870. Városokban alkalmazott közuti vaspályák sínmetszeteiről, egy tábla rajzzal
2. V. 1871. A többnyugpontú vasrácstartókról, két tábla rajzzal
3. VI. 1872. Adalékok a vashidak önsúlyának kiszámításához
4. IX. 1875. A budapesti összekötő vasút hidjának vasszerkezete, négy tábla rajzzal
5. XI. 1877. A budapesti összekötő vasút tervezete és építése
6. XII. 1878. Adalékok a vashidak nyugtani számításához